# Волица (Теофипольский район)
Волица (укр. Волиця) — село в Теофипольском районе Хмельницкой области Украины.
Население по переписи 2001 года составляло 831 человек. Почтовый индекс — 30627. Телефонный код — 3844. Занимает площадь 3,456 км². Код КОАТУУ — 6824781201.

## История
В 1945 г. Указом Президиума ВС УССР село Волица-Ляховецкая переименовано в Волицу.

## Местный совет
30627, Хмельницкая обл., Теофипольский р-н, с. Волица